# Vasili Aksjonov

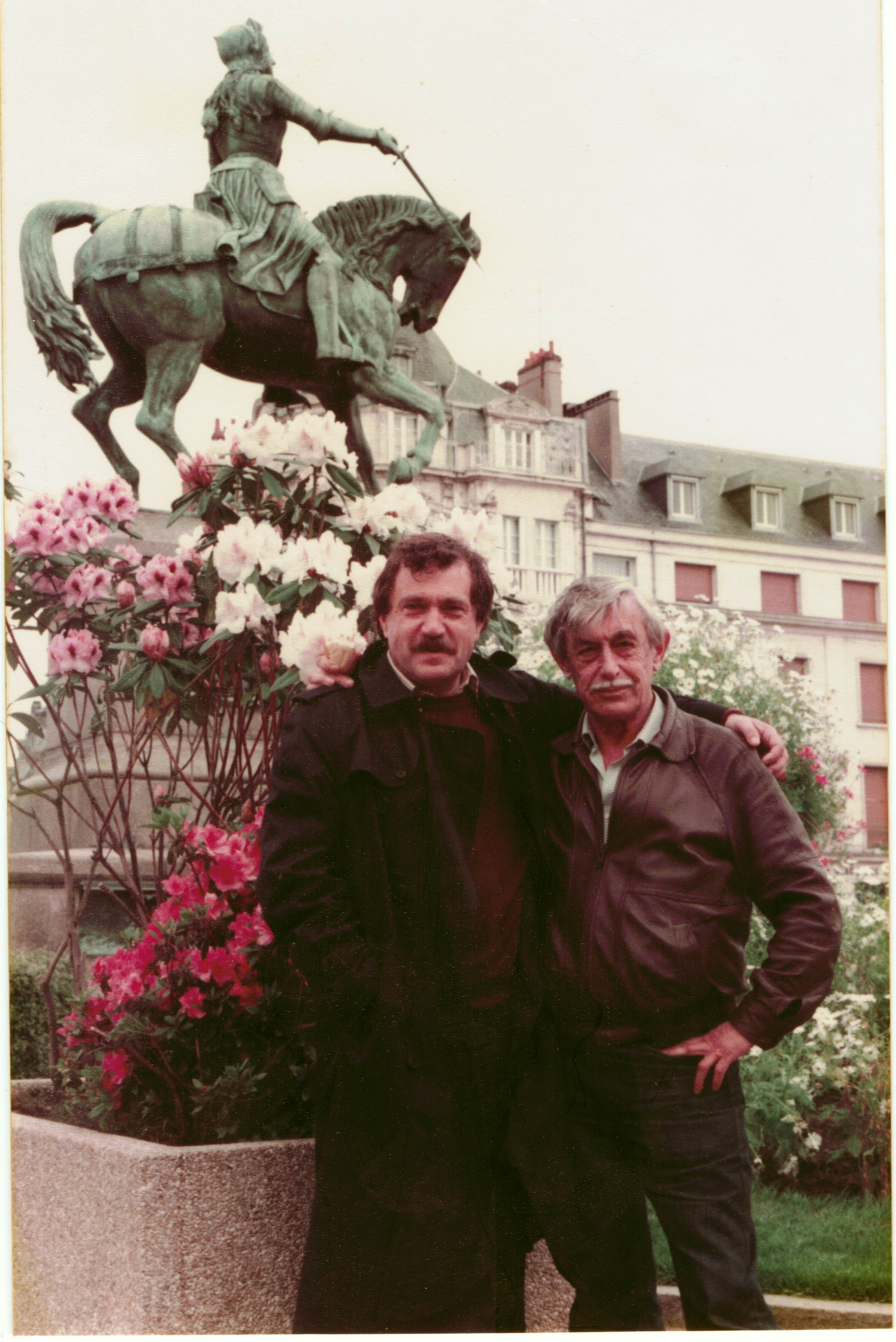
Aksjonov (links), met Viktor Nekrasov.

Vasili Pavlovitsj Aksjonov (Russisch: Василий Павлович Аксёнов) (Kazan, 20 augustus 1932 - Moskou, 6 juli 2009) was een Russisch schrijver van Joodse komaf.

## Leven
Aksjonov was de zoon van de schrijfster Jevgenia Ginzboerg, die in 1937 het slachtoffer was geworden van de zuiveringsacties van Stalin en lange tijd verbleef in de Goelag, in de onherbergzame streek van de Kolyma, in het Russische Verre Oosten. Aksjonov studeerde medicijnen maar legde zich nadien toe op de literatuur. Hij maakte deel uit van een groep schrijvers die opkwam tijdens de 'dooi' na de dood van Stalin in 1953. Hij beschreef in zijn werken zijn zoektocht naar lichamelijke en geestelijke bevrijding uit het karkas van de donkere Sovjet-Unie. In de jaren 70 kwam er een eind aan de periode van betrekkelijke vrijheid en kreeg Aksjonov steeds meer moeite om nog werk gepubliceerd te krijgen. In 1979 raakte hij samen met onder andere Viktor Jerofejev, Andrej Bitov en Fazil Iskander definitief uit de gratie vanwege zijn medewerking aan de schrijversalmanak 'Metropol', waarin ook werk werd gepubliceerd van relatief onbekende (in de Sovjet-Unie niet geaccepteerde) schrijvers. In 1980 werd hem de Russische nationaliteit ontnomen en werd hij op een vliegtuig naar het buitenland gezet. Hij ging naar Washington D.C., waar hij letterkunde doceerde, zonder zich ooit uit te geven als dissident.

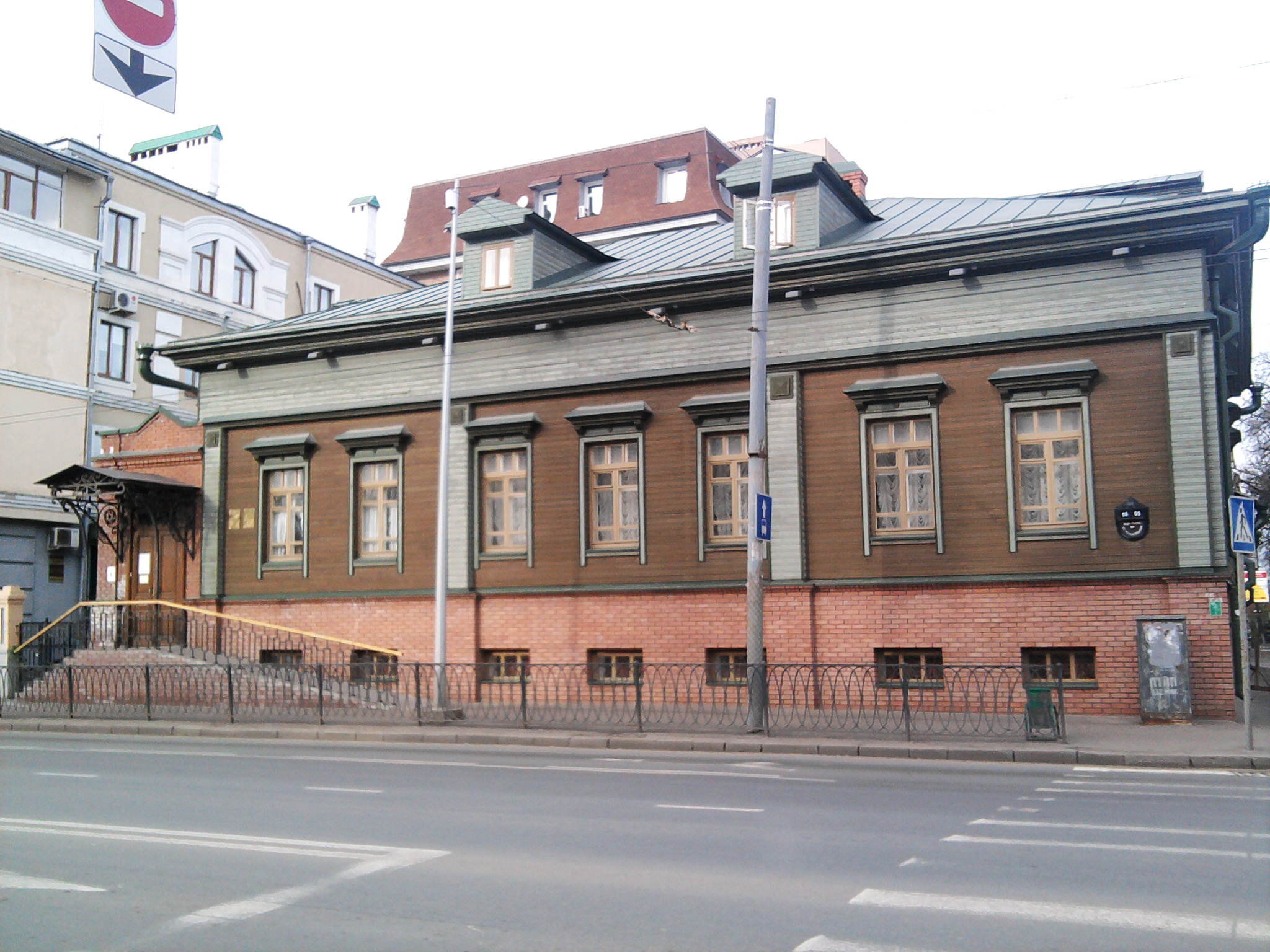
Het Aksjonov-museum in Kazan

In 1989, tijdens de glasnost keerde hij naar Rusland terug. Tot zijn dood in 2009 bleef hij als voorvechter van democratische vrijheden veel invloed uitoefenen op de publieke discussie en het politieke debat. In Kazan bevindt zich een herdenkingsmuseum van Aksjonov.

## Werk
Aksjonov verwierf aanvankelijk vooral naam met zijn tienerromans Kaartje naar de sterren (1961) en Sinaasappelen uit Marokko (1963), over de Sovjetse 'angry young men' die in opstand komen tegen hun ouders en de samenleving die hun discipline wil opleggen. Deze romans leverden hem de reputatie op van de Russische Salinger maar kwamen hem op zware kritiek te staan van de officiële organen, niet in de laatste plaats vanwege het veelvuldige gebruik van straatjargon. Later begon Aksjonov meer groteske en absurdistische elementen in te voeren, met name in zijn bundel Geen markt voor holle vaten 1968, in Nederland verschenen als deel van de serie Russische Miniaturen bij uitgeverij Van Oorschot. Ook dit werk viel niet goed bij de Sovjetkritiek en uiteindelijk leidde het tot een breuk met de Sovjetliteratuur.
Na de publicatie van enkele minder opvallende werken in de jaren tachtig, verwierf Aksjonov na zijn terugkeer in Rusland grote bekendheid met de ambitieuze, tragische en bij wijle burleske trilogie Generaties van de Winter, een lange saga over het leven in Stalins Rusland (1925-1953), definitief gepubliceerd in 1994. Het lijvige boek beschrijft het wel en wee van de artsenfamilie Gradov over meerdere generaties, zich bewegend langs een keur aan historische momenten. De roman past in een Russische traditie van grootse epische romans, als Oorlog en Vrede (Lev Tolstoj), Dokter Zjivago (Boris Pasternak) en Kinderen van de Arbat (Anatoli Rybakov). Generaties van de Winter is een krachtig en met veel vaart geschreven boek met nauwelijks zwakke episodes, het procedé van coïncidentie (de hoofdpersonen bevinden zich wel heel toevalligerwijs steeds op de historisch belangrijke plaatsen en momenten) stoort bij lezing geen moment.
Generaties van de Winter werd in 2004 in Rusland met veel succes verfilmd als 24-delige televisieserie.
Aksjonov schreef in de jaren negentig verder ook nog De nieuwe zachte stijl (1998) en Als Voltaire (2004), waarvoor hij de Russische Bookerprijs ontving.
Verscheidene van zijn boeken werden in het Nederlands vertaald.

## Werken
- Коллеги - Kollegi, 1960
- Звёздный билет - Zvjozdny bilet, 1961
- Апельсины из Марокко - Apelsiny iz Marokko, 1963 (vertaald als Sinaasappelen uit Marokko)
- Пора, мой друг, пора - Pora, moj droeg, pora, 1964
- Жаль, что вас не было с нами - Zjal', tsjto vas ne bylo s nami, 1965
- Затоваренная бочкотара - Zatovarennaja botsjkotara, 1968 (vertaald als ‘’Geen markt voor holle vaten’’)
- В поисках жанра - V poiskach zjanra, 1972
- Остров Крым - Ostrov Krym, 1979 (vertaald als Het Krimeiland)
- Скажи изюм - Skazji izjoem, 1983
- В поисках грустного бэби - V poiskach groestnogo bebi, 1987
- Yolk of the Egg, 1989 (geschreven in het Engels)
- Московская сага, 1994 (vertaald als Generaties van de Winter)
- Новый сладостный стиль - Novy sladostny stil, 1998 (vertaald als De nieuwe zachte stijl)
- Вольтерьянцы и вольтерьянки - Volterjantsy i volterjanki, 2004 (winnaar van de Russische Bookerprijs) (vertaald als Als Voltaire)
- Москва Ква-Ква - Moskva Kva-Kva, 2006
- Редкие земли - Redkie zemli, 2007